# 1527
Évszázadok: 15. század – 16. század – 17. század
Évtizedek: 1470-es évek – 1480-as évek – 1490-es évek – 1500-as évek – 1510-es évek – 1520-as évek – 1530-as évek – 1540-es évek – 1550-es évek – 1560-as évek – 1570-es évek
Évek: 1522 – 1523 – 1524 – 1525 –  1526 – 1527 – 1528 – 1529 – 1530 – 1531 – 1532

## Események

### Határozott dátumú események
- január 1. – I. Ferdinánd központi pénzügyi szervként létrehozza az Udvari Kamarát (Hofkammer), amelynek alárendeli a tartományi kamarákat.[1]
- január 21. – Békés vármegye küldötteket meneszt Szapolyai Jánoshoz Cserni Jován rablásai miatt.[2]
- május 6. – Miután VII. Kelemen pápa a francia király oldalára állt, V. Károly serege rohammal elfoglalja Róma városát.[3]
- június 15. – A szerbek a szőlősi csatában legyőzik az ellenük küldött Perényi Pétert.[4]
- július 8. – Ferdinánd választott magyar király cseh és német hadai átlépik a magyar határt.[5]
- július 25. – A szerbek a szőlősi győzelem után a sződfalvi ütközetben döntő vereséget szenvednek és legtöbbjük kiszorul az Oszmán Birodalomba.[4]
- július 31. – A Magyarországra bevonuló I. Ferdinánd a köpcsényi esküben ígéretet tesz a magyar törvények és az Aranybulla megtartására.[6]
- augusztus 20. – Ferdinánd hadai bevonulnak a kiürített Budára.[7]
- szeptember 27. – Ferdinánd hadvezére – 10 000 fős spanyol és német zsoldos csapattal – Tokaj mellett szétszórja János király seregét.[5]
- október 28. – Szapolyai János rendeletével Kolozsvár arany- és ezüstpénz-veretési jogot kap.[7]
- november 3. – Ferdinánd osztrák főherceget magyar királlyá koronázzák Székesfehérváron.[8]
- november 4. – Jagelló Annát, Ferdinánd feleségét magyar királynévá koronázzák.[8]

### Határozatlan dátumú események
- június 4. vagy június 20. – Cserni Jován a fönlaki ütközetben legyőzi Szapolyai Jánost.[forrás?]
- az év folyamán – 
  - Cserni Jován felkelése a Délvidéken.[4]
  - I. Gusztáv svéd király a Riksdag, a svéd parlament összetételét megváltoztatva a társadalom mind a négy rétegét (nemesség, egyház, városiak és a parasztság) meghívta a parlamentbe. Ez a forma, a Ständestaat 1865, a modern kétkamarás parlament létrejöttéig megmaradt.
  - Marburgban megalakítják az első protestáns egyetemet.[9]
- ősz – I. Ferdinánd kancellárjává Szalaházi Tamás egri püspököt nevezi ki. (Szalaházi 1535-ben bekövetkezett haláláig Ferdinánd uralmának egyik legfontosabb támasza maradt.)[10]
- december vége – Jajca elfoglalása. (Gházi Huszrev visszaszerzi az 1463-ban Mátyás király által elfoglalt Jajcát.)

## Az év témái

### 1527 az irodalomban
- Krakkóban Megjelenik Brodarics István De conflictu hungarorum cum turcis ad Mohatz verissima descriptio (Igaz leírás a magyaroknak a törökökkel Mohácsnál vívott csatájáról).[11]

## Születések
- július 31. – Miksa magyar király († 1576)
- május 21. – II. Fülöp spanyol király († 1598)
- október 21. – Louis de Guise lotaringiai bíboros, a Sensi főegyházmegye érseke, később a Metzi egyházmegye püspöke († 1578)
- az év folyamán – Giuseppe Arcimboldo († 1593) olasz manierista festő

## Halálozások
- május 6. – III. Charles de Bourbon-Montpensier francia herceg, főparancsnok, később V. Károly német-római császár hadvezére (* 1490)
- június 21. – Niccolò Machiavelli (* 1469) olasz író, filozófus, politikus, korának egyik legnagyobb hatású gondolkodója
- július 25. – Cserni Jován szerb felkelővezér (* 1492)
- október – Bornemissza János egykori királyi kincstartó, II. Lajos nevelője